# Teatro Municipale di Saigon
Il teatro municipale di Saigon (Nhà hát Thành phố Hồ Chí Minh in vietnamita, Théâtre municipal de Saïgon in francese) è uno storico edificio del centro di Ho Chi Minh in Vietnam.

## Storia

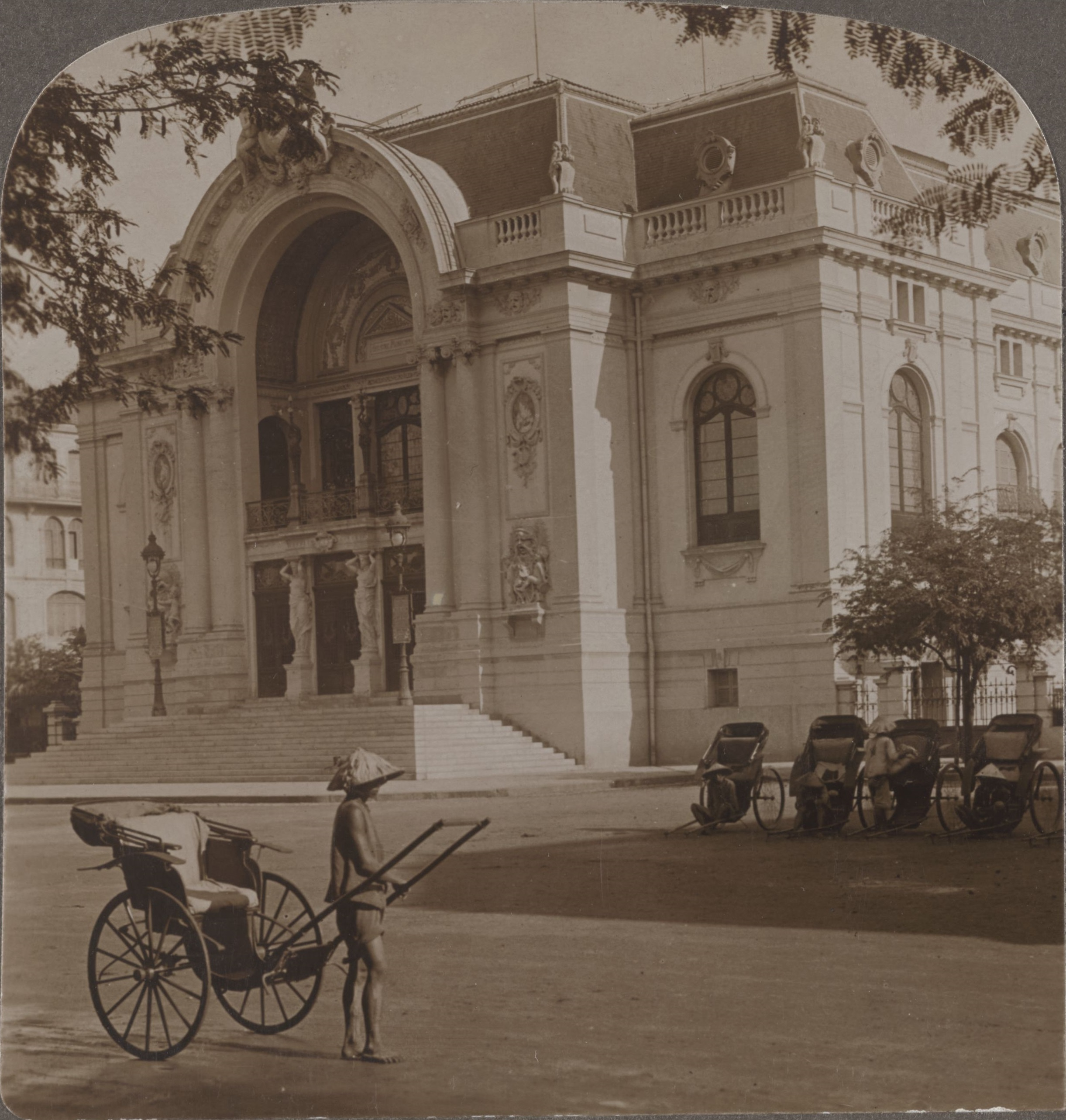
Il teatro in una fotografia del 1915

Il teatro è frutto del progetto dell'architetto Félix Olivier, sebbene la supervisione dei lavori fu affidata agli architetti Ernest Guichard ed Eugène Ferret. L'edificio venne completato nel 1900.
Nel 1955 il teatro divenne la sede della camera bassa della Repubblica del Vietnam. Dopo la caduta di Saigon (1975), il palazzo riprese la sua funzione originaria.
In occasione del trecentesimo anniversario della città il governo municipale ha fatto restaurare la facciata del teatro.